# آرتاباسدوس
آرتاباسدوس (به یونانی: Ἀρταύασδος، به ارمنی: Արտավազդ) (درگذشتهٔ ۷۴۳) ژنرالی ارمنی و امپراتور روم شرقی برای مدت کوتاهی از ۷۴۱ تا ۷۴۳ بود.

## زندگینامه
آرتاباسدوس ژنرالی ارمنی و فرماندار شهر نظامی آرمنیاکون بود. او در ۷۱۵ با آنا، دختر لئوی ایسوریایی، فرماندهٔ لشکریان آناتولی نامزد شد و لئو را در شورش علیه تئودوسیوس سوم، امپراتور وقت بیزانس یاری نمود. لئو در ۷۱۷ تئودوسیوس را از قدرت برکنار و خودش باعنوان لئوی سوم بر تخت نشست. آرتاباسدوس در همان سال با آنا ازدواج نمود و مقام کُنتِ اوپسیکیون، بزرگترین شهر نظامی بیزانس در شمال‌شرقی آسیای صغیر در نزدیکی قسطنطنیه و با اهمیت نظامی بالا به او اعطا شد.
پس از آنکه لئوی سوم در ۷۴۰ درگذشت، پسرش کنستانتین پنجم که به‌مدت ۲۰ سال عنوان امپراتور مشترک با پدرش را داشت جانشین او شد. با این حال هنگامی که کنستانتین برای مقابه با تهدیدات مسلمانان به مرزهای شرقی رفته بود آرتاباسدوس علیه او سر به شورش برداشت. کنستانتین به آموریوم در شهر نظامی آناتولیکون، جایی که پدرش پیشتر فرماندار آن بود گریخت و در قسطنطنیه اعلام شد که او کشته شده است. این خبر مورد استقبال اهالی قرار گرفت و آرتاباسدوس که از حمایت روحانیون و مردم عادی طرفدار استفاده از شمایل‌های مذهبی قرار داشت در ۷۴۱ به‌عنوان امپراتور جدید بیزانس بر تخت نشست.
اما کنستانتین پنجم که از حمایت لشکریان موافق شمایل‌شکنی در آسیای صغیر برخوردار بود و در این مدت توانسته بود پایگاهی برای خود در آموریوم برپا سازد، در ۷۴۳ به سوی قسطنطنیه لشکر کشید و در سپتامبر همان‌سال شهر را محاصره نمود. دیری نپایید که او توانست وارد شهر شده و قدرت را در دست گیرد. کنستانتین سپس فرمان به کور کردن چشمان آرتاباسدوس و پسرانش داد و برخی از حامیانشان را نیز اعدام نمود و خود بار دیگر با عنوان کنستانتین پنجم بر تخت امپراتوری بیزانس نشست.